# Flux optique

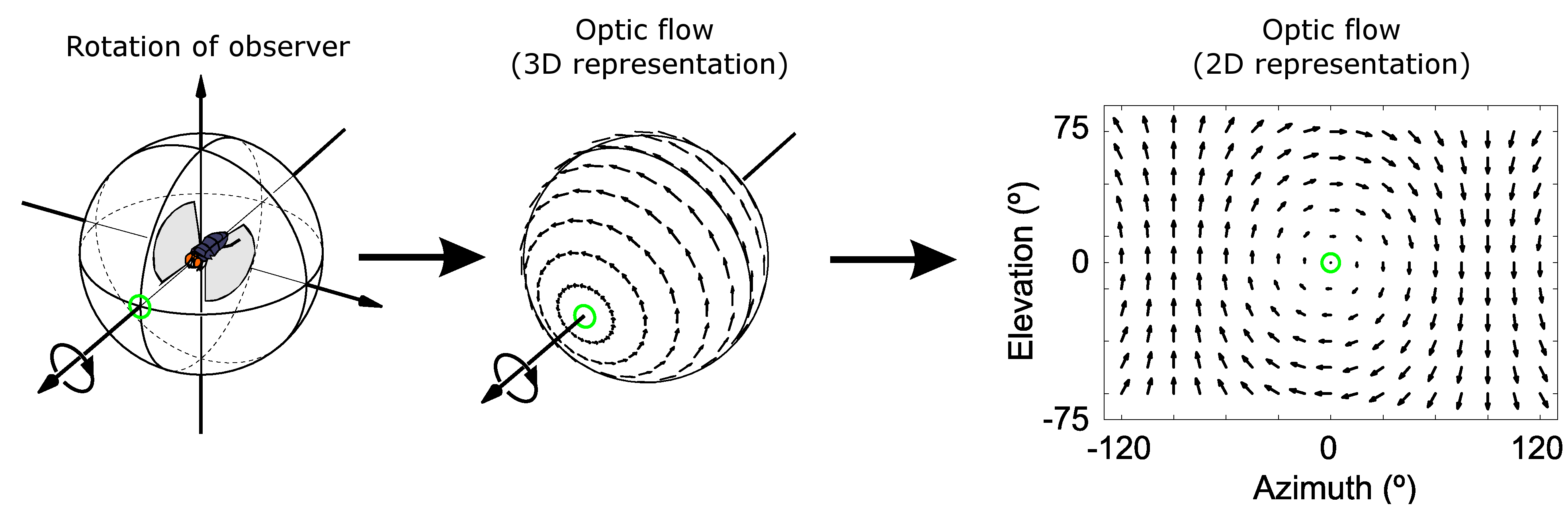
Le flux optique perçu par un observateur en rotation (dans ce cas, une mouche). Les flèches représentent la direction et la vitesse du mouvement.

Le flux optique est le mouvement apparent des objets, surfaces et contours d'une scène visuelle, causé par le mouvement relatif entre un observateur (l'œil ou une caméra) et la scène,.
Le concept de flux optique a été étudié dans les années 1940 et des travaux ont été publiés dans American psychologist par James J. Gibson. Les applications du flux optique telles que la détection de mouvement, la segmentation d'objets et la mesure de la disparité stéréoscopique utilisent le mouvement des textures de l'objet et de ses bords,.